# Tulsidas Balaram
Tulsidas Balaram (Bollaram, 4 ottobre 1936 – Calcutta, 16 febbraio 2023) è stato un calciatore indiano, di ruolo attaccante.

## Biografia
Balaram è nato in villaggio nei pressi di Secunderabad, da una umile famiglia che spesso non poteva garantirgli un'adeguata alimentazione. Dovette interrompere la carriera a causa della pleurite.

## Carriera

### Club
Venne notato in un torneo locale dall'allenatore Syed Abdul Rahim, allenatore dell'Hyderabad City Police, che per convincerlo a ad aggregarsi alla sua squadra gli diede 25 rupie per comprarsi una bicicletta per raggiungere il campo di allenamento. 
Dopo aver giocato nel CCOB e nell'Hyderabad City Police, nel 1957 si trasferisce all'East Bengal.
Con l'East Bengal vince una IFA Shield (1958), una Durand Cup (nel 1960 a pari merito con il Mohun Bagan), una Rovers Cup (nel 1962 a pari merito con il Andhra Pradesh Police) e due DCM Trophy (1957 e 1960).  Nel 1959 con 39 reti risulta il miglior marcatore stagionale dell'India, mentre in tutta la sua militanza con l'East Bengal segna 104 reti.
Nel 1963 passa al Bengal Nagpur Railway con cui vince una IFA Shield (1963) ed una Rovers Cup (1964).
Nel 1970 viene chiamato a guidare la nazionale di calcio dell'India ma a causa di alcuni contrasti con l'AIFF.

### Nazionale
Balaram ha partecipato con la nazionale olimpica di calcio dell'India al torneo calcistico dei Giochi Olimpici di Melbourne 1956, ottenendo con i suoi compagni il quarto posto finale, perdendo la finale per il 3º posto contro la Bulgaria.
Con l'India partecipò anche alla successiva edizione di Roma, questa volta non superando la fase a gruppi.

## Statistiche

### Cronologia presenze e reti nella Nazionale Olimpica
| Cronologia completa delle presenze e delle reti in nazionale ― India olimpica | Cronologia completa delle presenze e delle reti in nazionale ― India olimpica | Cronologia completa delle presenze e delle reti in nazionale ― India olimpica | Cronologia completa delle presenze e delle reti in nazionale ― India olimpica | Cronologia completa delle presenze e delle reti in nazionale ― India olimpica | Cronologia completa delle presenze e delle reti in nazionale ― India olimpica | Cronologia completa delle presenze e delle reti in nazionale ― India olimpica | Cronologia completa delle presenze e delle reti in nazionale ― India olimpica |
| Data                                                                          | Città                                                                         | In casa                                                                       | Risultato                                                                     | Ospiti                                                                        | Competizione                                                                  | Reti                                                                          | Note                                                                          |
| ----------------------------------------------------------------------------- | ----------------------------------------------------------------------------- | ----------------------------------------------------------------------------- | ----------------------------------------------------------------------------- | ----------------------------------------------------------------------------- | ----------------------------------------------------------------------------- | ----------------------------------------------------------------------------- | ----------------------------------------------------------------------------- |
| 4-12-1956                                                                     | Melbourne                                                                     | Jugoslavia olimpica                                                           | 4 – 1                                                                         | India olimpica                                                                | Olimpiadi 1956                                                                | -                                                                             |                                                                               |
| 26-8-1960                                                                     | L'Aquila                                                                      | Ungheria olimpica                                                             | 2 – 1                                                                         | India olimpica                                                                | Olimpiadi 1960                                                                | -                                                                             |                                                                               |
| 29-8-1960                                                                     | Grosseto                                                                      | Francia olimpica                                                              | 1 – 1                                                                         | India olimpica                                                                | Olimpiadi 1960                                                                | -                                                                             |                                                                               |
| 1-9-1960                                                                      | Pescara                                                                       | Perù olimpica                                                                 | 3 – 1                                                                         | India olimpica                                                                | Olimpiadi 1960                                                                | 1                                                                             |                                                                               |
| Totale                                                                        |                                                                               | Presenze                                                                      | 4                                                                             |                                                                               | Reti                                                                          | 1                                                                             |                                                                               |

## Palmarès
- IFA Shield: 2

East Bengal: 1958
BNR: 1963
- Rovers Cup: 2

East Bengal: 1962
BNR: 1964
- Durand Cup: 1

East Bengal: 1960
- DCM Trophy: 2

East Bengal: 1957, 1960